# Grabmal J. P. M. Goebel
Das Grabmal J. P. M. Goebel ist ein Denkmal in Darmstadt.

## Geschichte und Beschreibung
Johann Peter Michael Goebel (1859–1917) war der Gründer der Darmstädter Druckmaschinenfabrik Goebel. Sein wuchtiges Grabmal besteht aus einem großen Naturstein mit Bedachung, der die Fassade eines Hauses symbolisiert.
Seitlich wird das Grabmal von zwei halbrunden Steinbänken flankiert.
J. P. M. Goebel wurde im Jahre 1917 hier bestattet.
Grabstelle: Waldfriedhof Darmstadt L 3b 5